# Condado de Seminole (Oklahoma)
O Condado de Seminole é um dos 77 condados do estado americano do Oklahoma. A sede do condado é Wewoka, que é também a sua maior cidade.
O condado tem uma área de 1660 km² (dos quais 21 km² estão cobertos por água), uma população de 24 894 habitantes, e uma densidade populacional de 15,2 hab/km² (segundo o censo nacional de 2000). O condado foi fundado em 1907. O seu nome provém da tribo ameríndia Seminoles.